# Pinomiris knighti
Pinomiris knighti är en insektsart som först beskrevs av Izyaslav M. Kerzhner och Schuh 1995.  Pinomiris knighti ingår i släktet Pinomiris och familjen ängsskinnbaggar. Inga underarter finns listade i Catalogue of Life.